# Cornelis Prins
Cornelis Simonsz. Prins (Wormerveer, 4 september 1771 - 11 september 1843) werd geboren als zoon van Simon Jansz. Prins (1738-1814) en Trijntje Cornelisdr. Makkes (1740-1823). Hij was aanvankelijk graankoper, stijfselmaker en kaaskoper, maar werd maire (onder Napoleon) van Wormerveer van 1811 tot 1813 en burgemeester van Wormerveer van 1814 tot zijn dood in 1843.
In 1795 trouwde hij met Trijntje Jans Oot (1775-1852). Zij kregen zes kinderen: Simon (1796-1871), Jan (1798-1822), Trijntje (1803-1860), Antje (1809-1838), Pieter (1812-1865) en Cornelis (1816-1862). Stamvader van een Zaanse koopmansfamilie, die zelf via huwelijken weer aan andere handelsgeslachten zoals Duyvis, Verkade, (Smidt) van Gelder, Laan en Honig, was gelieerd en die in 1921 werd opgenomen in het Nederland's Patriciaat.
Prins kwam in 1831 in opspraak toen hij een lid van de burgerwacht liet opsluiten, omdat die een boete wegens het niet lopen van een patrouilleronde weigerde te betalen. Prins werd daarop door het Hof van assisen in Amsterdam eerloos verklaard. Later dat jaar werd hem door koning Willem I bij Koninklijk Besluit echter gratie verleend.